# Stanisław Czosnowski
Stanisław Czosnowski herbu Pomian (zm. w 1656 roku) – podczaszy brzeskokujawski w latach 1650–1655, miecznik brzeskokujawski w latach 1643–1649.
Poseł na sejm zwyczajny 1654 roku.